# Morgenzon
Morgenzon is een plaats met 2000 inwoners, in de gemeente Lekwa in het district Gert Sibande in de Zuid-Afrikaanse provincie Mpumalanga. Het kleine boerendorpje ligt tussen Standerton en Ermelo in, op de zuidelijke oever van de rivier de Osspruit. 
Het dorpje werd gebouwd in 1912 rondom het Marnico Hotel, dat een belangrijke rustplaats was op de weg tussen Ermelo en Standerton. In het dorp is een belangrijke landbouwschool gevestigd.
In de jaren negentig hebben de zoon van de voormalige Zuid-Afrikaanse staatspresident H.F. Verwoerd en zijn volgelingen geprobeerd binnen het verband van hun organisatie, de Oranjewerkers, een Afrikanergemeenschap op te richten. Daarbij moest Morgenzon de groeikern daarvoor vormen. Morgenzon en het gebied eromheen moesten vervolgens zo groot worden dat er een Afrikanervolksstaat tot stand zou komen. Het project mislukte.

## Subplaatsen
Het nationaal instituut voor de statistiek, Stats SA, deelt sinds de census 2011 deze hoofdplaats in in zogenaamde subplaatsen (sub place), c.q. slechts één subplaats:
Morgenzon SP.